# 黄沙水库 (电白)
黄沙水库是中国广东省茂名市电白县境内的一座水库，位于鉴江上，建于1960年。水库正常库容为4292万立方米，平均水深为10.30米，集雨面积为50平方千米，海拔为119.5米。